# Snellegem
Snellegem is een dorp in de Belgische provincie West-Vlaanderen en een deelgemeente van Jabbeke, het was een zelfstandige gemeente tot aan de gemeentelijke herindeling van 1977.

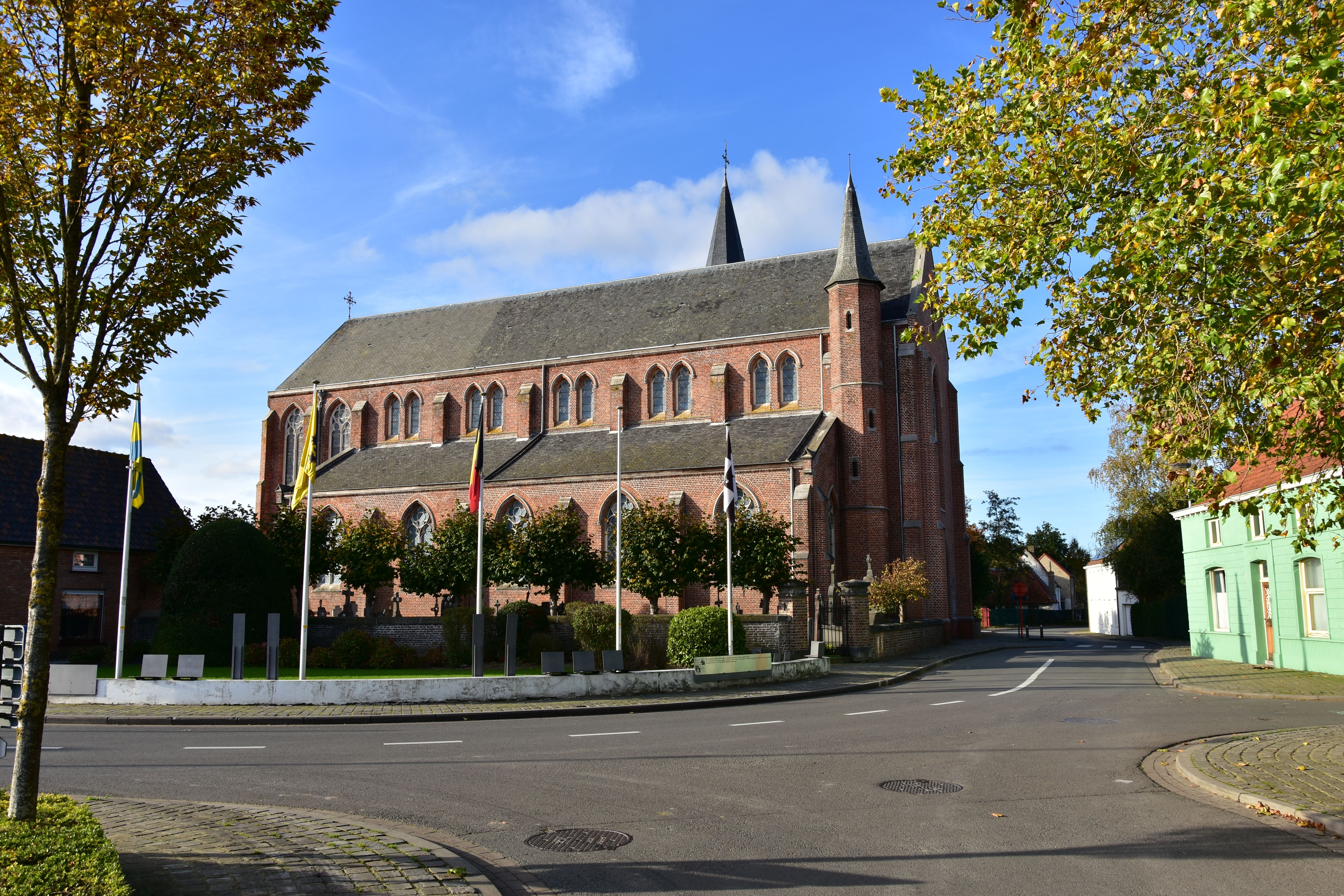
Kerkeweg met Sint-Elooiskerk in Snellegem

## Geschiedenis
De naam komt van de Germaanse naam Snello, het suffix -inga en het toponiem heem en betekent dus "woonplaats van de lieden van Snello".
Snellegem was reeds in de vroege middeleeuwen een Merovingisch kroondomein. Het Oosthof was daarvan de centrale hoeve. Het oudste kerkje werd vermoedelijk in de 7e eeuw naast deze hoeve gebouwd. In 941 werd Snellegem voor het eerst vermeld, en wel als Snethlingehem. Omstreeks 953 werd melding van een nieuwe kerk gemaakt.
Het is vanuit Snellegem dat later de omliggende parochies van Jabbeke, Varsenare, Zerkegem, Sint-Andries en Sint-Michiels werden gesticht. Omstreeks 1150 kwam de parochie in bezit van de Abdij van Mont Saint-Quentin. Er werd een romaanse kerk gebouwd. Het heidegebied ten zuiden van Snellegem (het Vloethemveld) werd ontgonnen. Er werden dijken opgeworpen om wateroverlast in het ontgonnen gebied tegen te gaan. Ten zuiden hiervan was het moerassig en ontstonden viskweekvijvers. Eind 18e eeuw begon de bebossing van het Vloethemveld.
Van 1883-1995 verbleven de Zusters van Liefde van Heule in het dorp, die het katholiek onderwijs verzorgden.
Tijdens de Eerste Wereldoorlog legde de bezetter een vliegveld aan langs de Oudenburgweg. In het Vloethemveld werden door hen houtskoolovens gebouwd. Zo werd een groot deel van het Vloethemveld ontbost. In 1924 werd door de Belgische overheid een munitieopslagplaats in het Vloethemveld gebouwd. Vanaf 1995 werd het militair domein omgevormd tot natuurgebied.
Snellegem was een van de zes Vlaamse gemeenten die in 2015 geselecteerd was in een grootschalig genetisch genealogisch onderzoek van de KU Leuven. Hierin werd de Y-chromosomale variatie onderzocht van mannen die via diepe vaderlijke stambomen een link met het dorp hadden.

## Demografische ontwikkeling
- Bronnen:NIS, Opm:1831 tot en met 1970=volkstellingen; 1976 = inwoneraantal op 31 december

## Bezienswaardigheden
- Het Oosthof, een van de oudste hoeves uit de provincie
- Het Kasteel van Snellegem
- De Sint-Elooiskerk, met een romaans gedeelte uit 1150, en ernaast een recentere beuk uit 1893
- De Boerenmolen: voormalige windmolen (stenen romp is bewaard) en watermolen op de Walebeek, met molenvijver (thans visvijver)

## Galerij

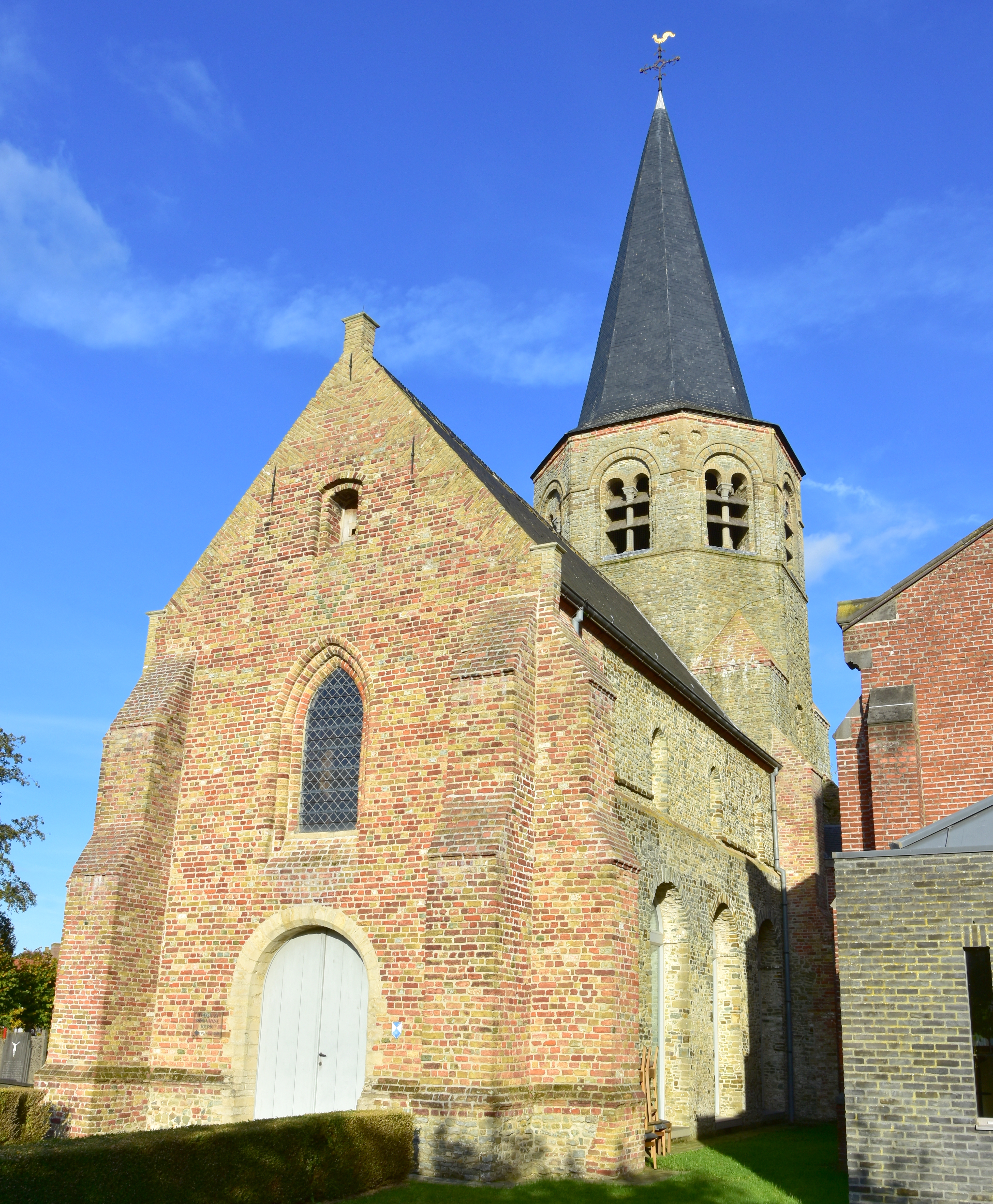
Sint-Elooiskerk, romaans gedeelte
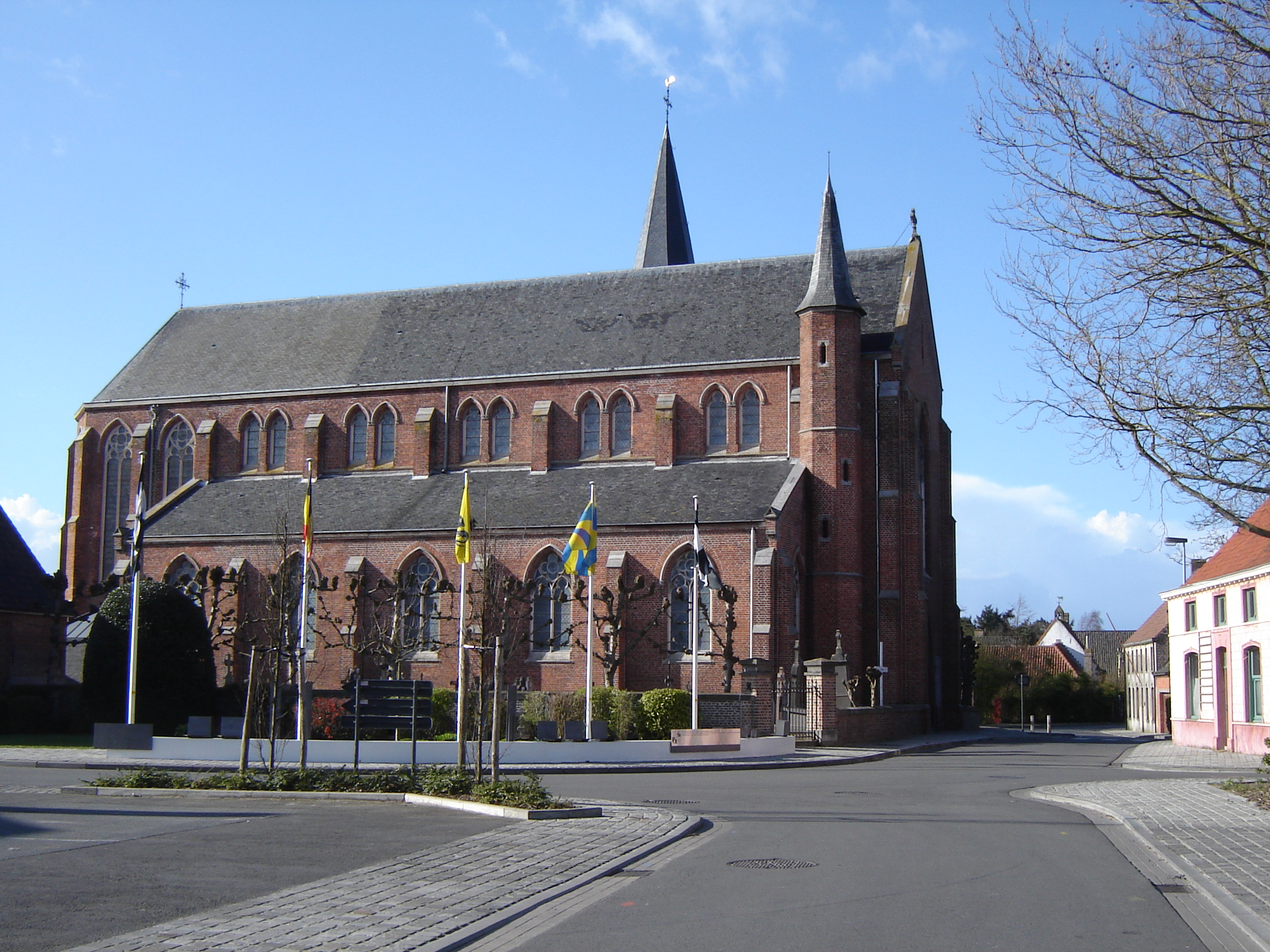
Sint-Elooiskerk, nieuw gedeelte
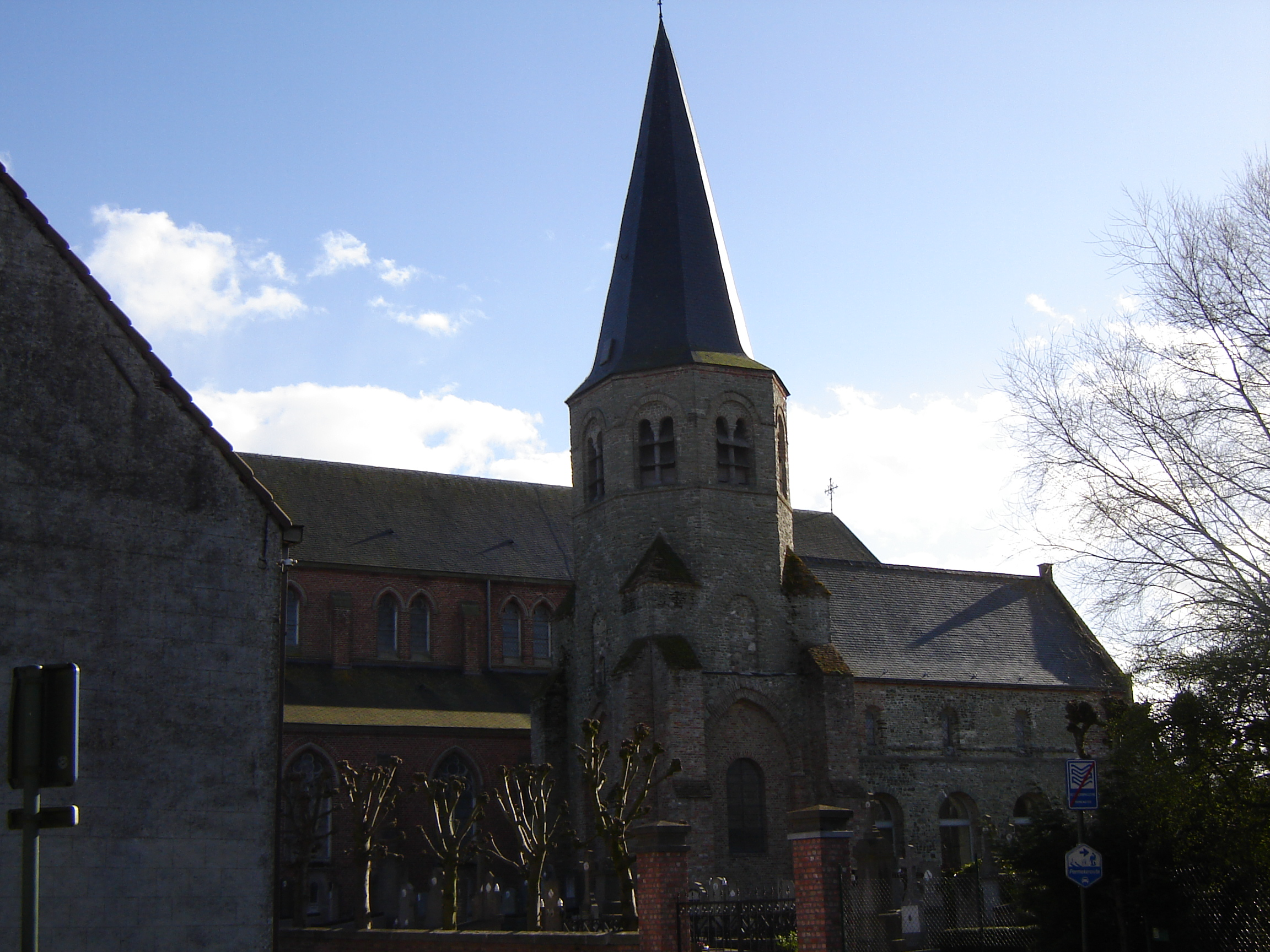
Sint-Elooiskerk, romaans gedeelte
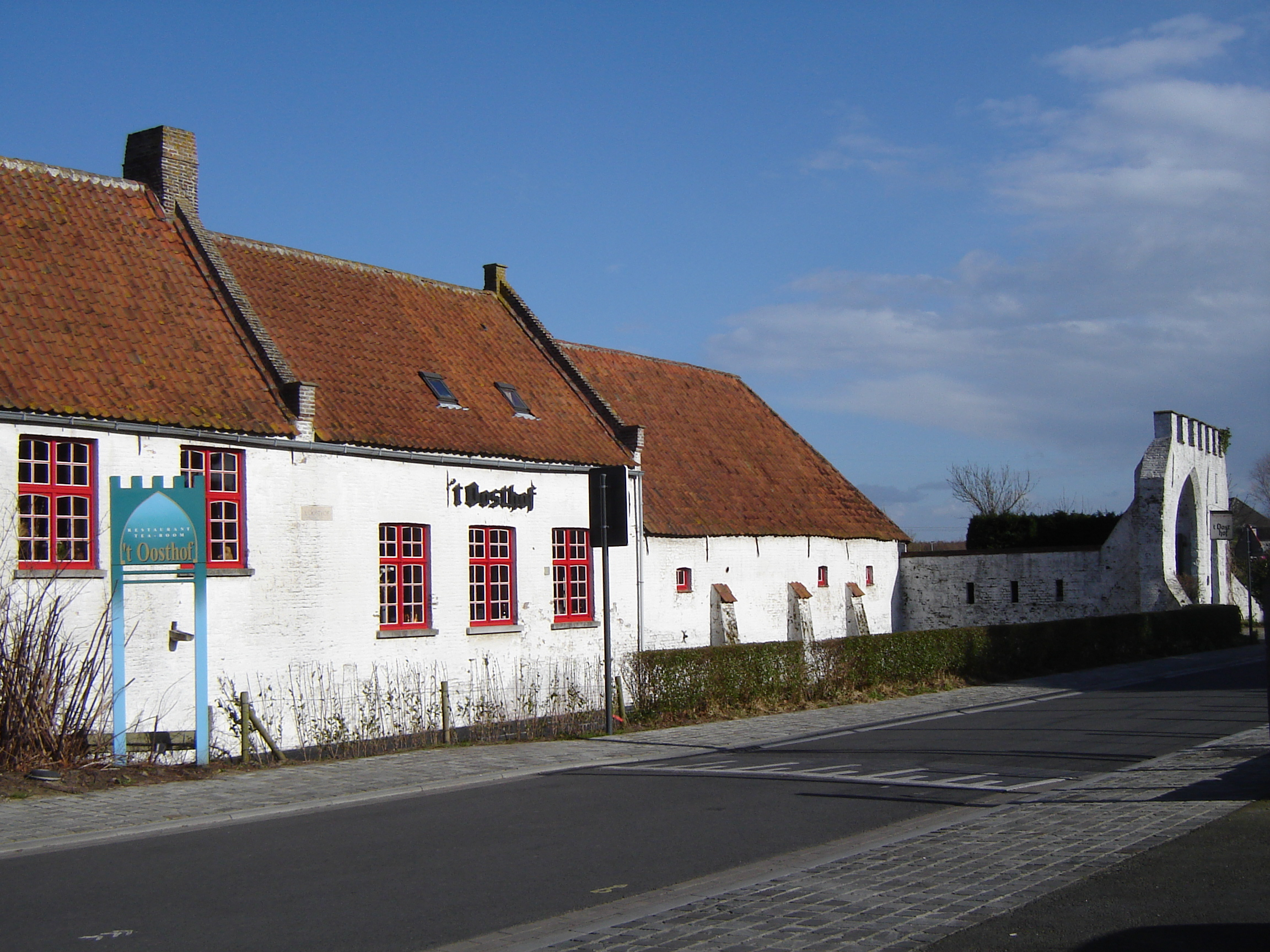
Oosthof
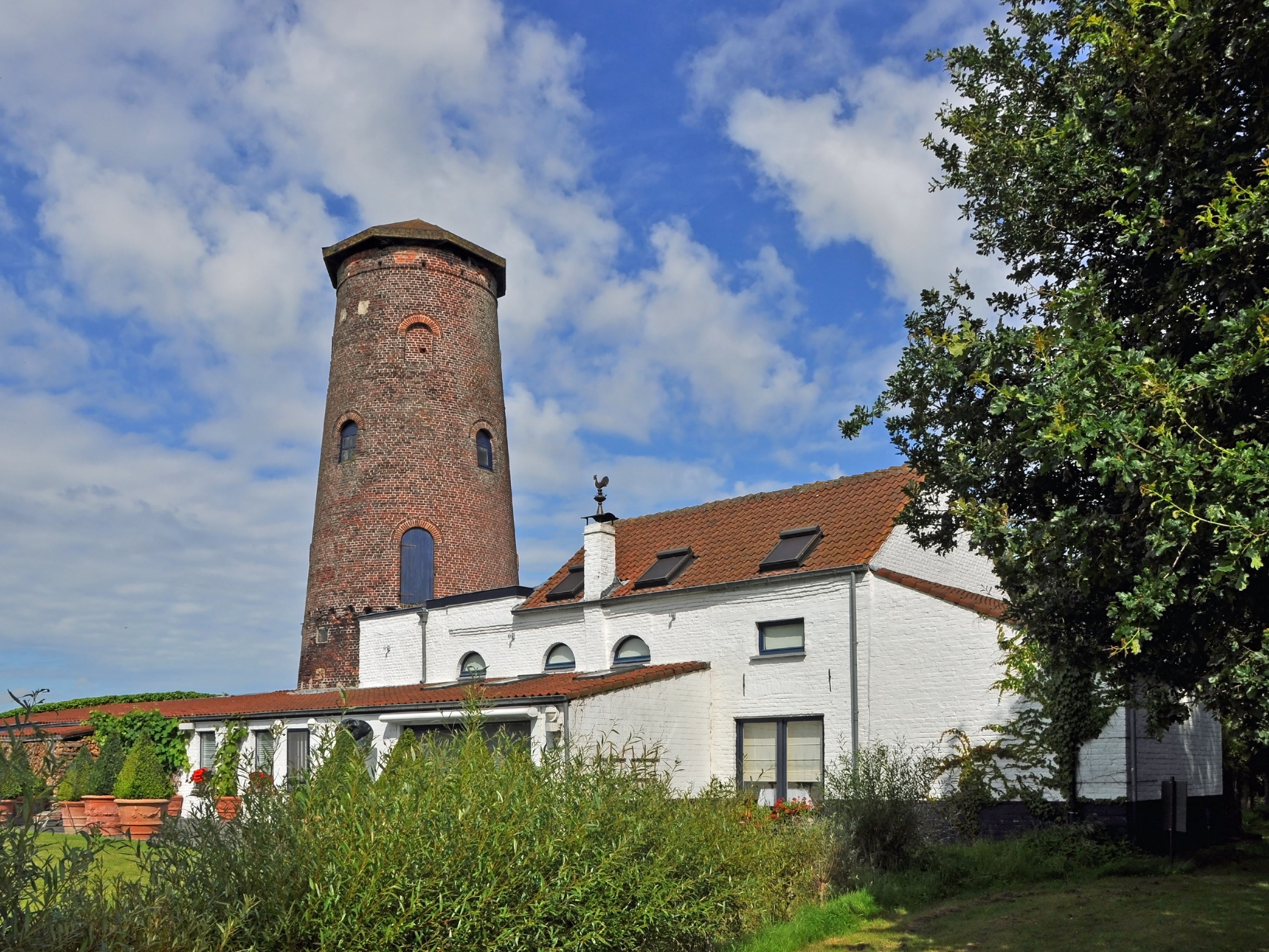
De Boerenmolen
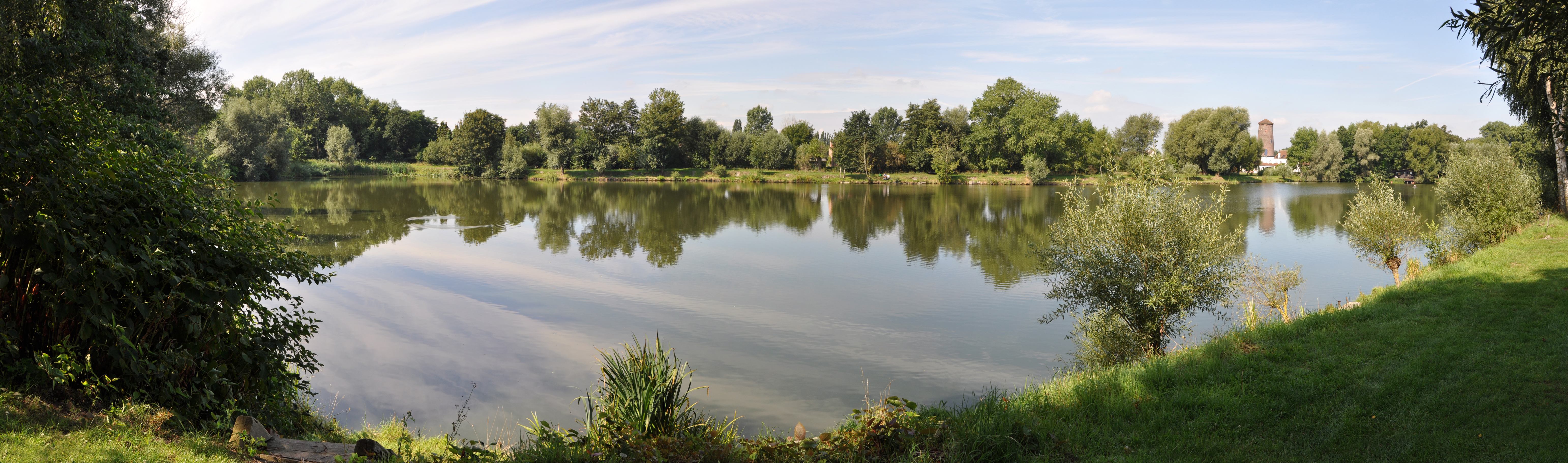
De visvijver bij de Boerenmolen

## Natuur en landschap
De kom van Snellegem ligt in Zandig Vlaanderen terwijl in het noordelijk deel, dat zich uitstrekt tot het kanaal Brugge-Oostende, polderland ligt. De kom van Snellegem ligt op ruim 12 meter hoogte. In het zuiden vindt men het natuurgebied Vloethemveld en in het oosten vindt men bosgebied op het grondgebied van Sint-Andries en Varsenare.

## Politiek
Snellegem had een eigen gemeentebestuur en burgemeester tot de fusie van 1977. De laatste burgemeester was Erik Gheeraert, die na de fusie schepen en vanaf 1980 burgemeester van fusiegemeente Jabbeke werd.

## Sport
In het dorp is de sportaccommodatie van Krachtbal Snellegem gelegen.

## Geboren
- Féli Delacauw (2002), voetbalster

## Nabijgelegen kernen
Jabbeke, Zerkegem, Zedelgem, Varsenare